# Serra de Gallcanta
La Serra de Gallcanta és una serra situada entre els municipis de Castellfollit del Boix, de Sant Salvador de Guardiola i de Rajadell, a la comarca del Bages, amb una elevació màxima de 669 metres.